# The After Hours
"The After Hours" is een aflevering van de Amerikaanse televisieserie The Twilight Zone.

## Plot

### Opening
Express elevator to the ninth floor of a department store, carrying Miss Marsha White on a most prosaic, ordinary, run-of-the-mill errand. Miss Marsha White on the ninth floor, specialties department, looking for a gold thimble. The odds are she'll find it, but there are even better odds that she'll find something else, because this isn't just a department store. This happens to be the Twilight Zone.
— Rod Serling

### Verhaal
Een vrouw genaamd Marsha White is in een warenhuis druk op zoek naar een cadeau voor haar moeder. Ze besluit een gouden vingerhoed te kopen en wordt met de lift naar de 9e verdieping van het gebouw gebracht. Tijdens de verkoop wordt ze steeds achterdochtiger over zowel de liftbediende die haar naar deze schijnbaar verlaten verdieping heeft gebracht als de vrouw achter de kassa. Terwijl Marsha met de lift weer naar beneden gaat, ontdekt ze dat er krassen op de vingerhoed zitten. Ze gaat naar de klantenbalie om hierover te klagen.
Wanneer ze echter begint over de 9e verdieping, blijft Mr. Armbruster, de man achter de balie, volhouden dat het gebouw maar 8 verdiepingen heeft. Marsha ziet in de verte de vrouw die haar de vingerhoed heeft verkocht en ontdekt tot haar schok dat het een etalagepop is. Ze wordt naar een kantoortje gebracht om te wachten en om even bij te komen. Het duurt niet lang of Marsha ontdekt dat ze is opgesloten in de nu verlaten winkel. In haar poging een uitgang te vinden, hoort ze steeds stemmen haar naam roepen.
Hysterisch rent Marsha de lift in, die haar weer naar de 9e verdieping brengt. Daar blijken een hoop tot leven gekomen etalagepoppen te zijn. Ze vertellen Marsha de waarheid: ze is zelf ook een etalagepop. Elke maand wordt een van de poppen uitverkoren om een maand lang onder de mensen te mogen leven. Marsha vond het leven buiten de winkel echter zo goed, dat ze vergat wie ze werkelijk was en niet op tijd terugkeerde. Nu ze weer weet wie ze is en eindelijk is teruggekomen, kan de volgende etalagepop aan haar maand beginnen; de vrouwelijke pop die haar de vingerhoed had verkocht.
De volgende dag ontdekt Mr. Armbruster de weer in een pop veranderde Marsha, maar schenkt er niet veel aandacht aan.

### Slot
Marsha White in her normal and natural state. A wooden lady with a painted face -who, for one month out of the year- takes on the characteristics of someone as normal and as flesh and blood as you and I. But it makes you wonder, doesn't it? Just how normal are we? Just who are the people we nod our hellos to as we pass on the street? A rather good question to ask, particularly in the Twilight Zone.
— Rod Serling

## Rolverdeling
- Anne Francis: Marsha White
- Elizabeth Allen: verkoopster
- James Millhollin: Armbruster
- John Conwell: liftbediende
- Nancy Rennick: Miss Pettigrew
- Patrick Whyte: Mr. Sloan

## Nieuwe versie
Van de aflevering werd een nieuwe versie gemaakt voor de serie The New Twilight Zone. De plot van deze versie is gelijk aan de originele aflevering, maar speelt meer in op de spanning van de situatie.

## Trivia
Een verwijzing naar deze aflevering is te vinden in de The Twilight Zone Tower of Terror. Hierin ligt in een glazen kast de gouden vingerhoed met erbij een briefje waarop staat "Looking for a gift for Mother? It's the very thing you need. Available in our gift shop."